# Dušan Sidor (hockeista su ghiaccio)
Dušan Sidor (Poprad, 23 marzo 1987) è un ex hockeista su ghiaccio slovacco, di ruolo portiere.

## Biografia
È figlio dell'allenatore dei portieri Dušan Sidor, ed ha iniziato a giocare ad hockey in Italia, dove il padre allenava. Ha poi trascorso gli anni dell'università in Alaska, dove ha giocato in NCAA con la squadra dell'Università dell'Alaska ad Anchorage.
Tornato in Europa, ha giocato per due stagioni nel massimo campionato slovacco nella squadra della sua città natale, per poi giocare, per una stagione ciascuna, con l'HC Valpellice (Serie A), il RoKi (Mestis) e Narvik IK (seconda serie norvegese).
Dopo il termine dell'esperienza con il Narvik nella primavera del 2017, rimase senza squadra fino al successivo mese di novembre, quando fu messo sotto contratto dalla seconda squadra dei Vienna Capitals, che milita nel campionato sovranazionale Erste Liga.
L'esperienza con gli austriaci durò fino al successivo febbraio, quando passò all'Anglet Hormadi, nella seconda serie francese.